# Kweektuinbuurt
De Kweektuinbuurt is een buurt in de Haarlemse wijk Ter Kleefkwartier in stadsdeel Haarlem-Noord. De noordelijke grens van de buurt is de Pijnboomstraat, de oostelijke de Rijksstraatweg en Schoterweg, de zuidelijke de Kleverlaan en de westelijke grens wordt gevormd door de Marnixstraat.
De Kweektuinbuurt is vernoemd naar de Haarlemmer Kweektuin, die in deze buurt is gelegen. In deze kweektuin zijn onder andere een klein stadspark, de ruïnes van Huis ter Kleef en de gemeentelijke plantsoenendienst van Spaarnelanden te vinden. Ook is in deze buurt de Begraafplaats Kleverlaan gelegen.